# Pomacentrus smithi
Pomacentrus smithi és una espècie de peix de la família dels pomacèntrids i de l'ordre dels perciformes.

## Morfologia
Els mascles poden assolir els 7 cm de longitud total.

## Distribució geogràfica
Es troba a les Filipines, Papua Nova Guinea i Salomó.